# Anderst schön

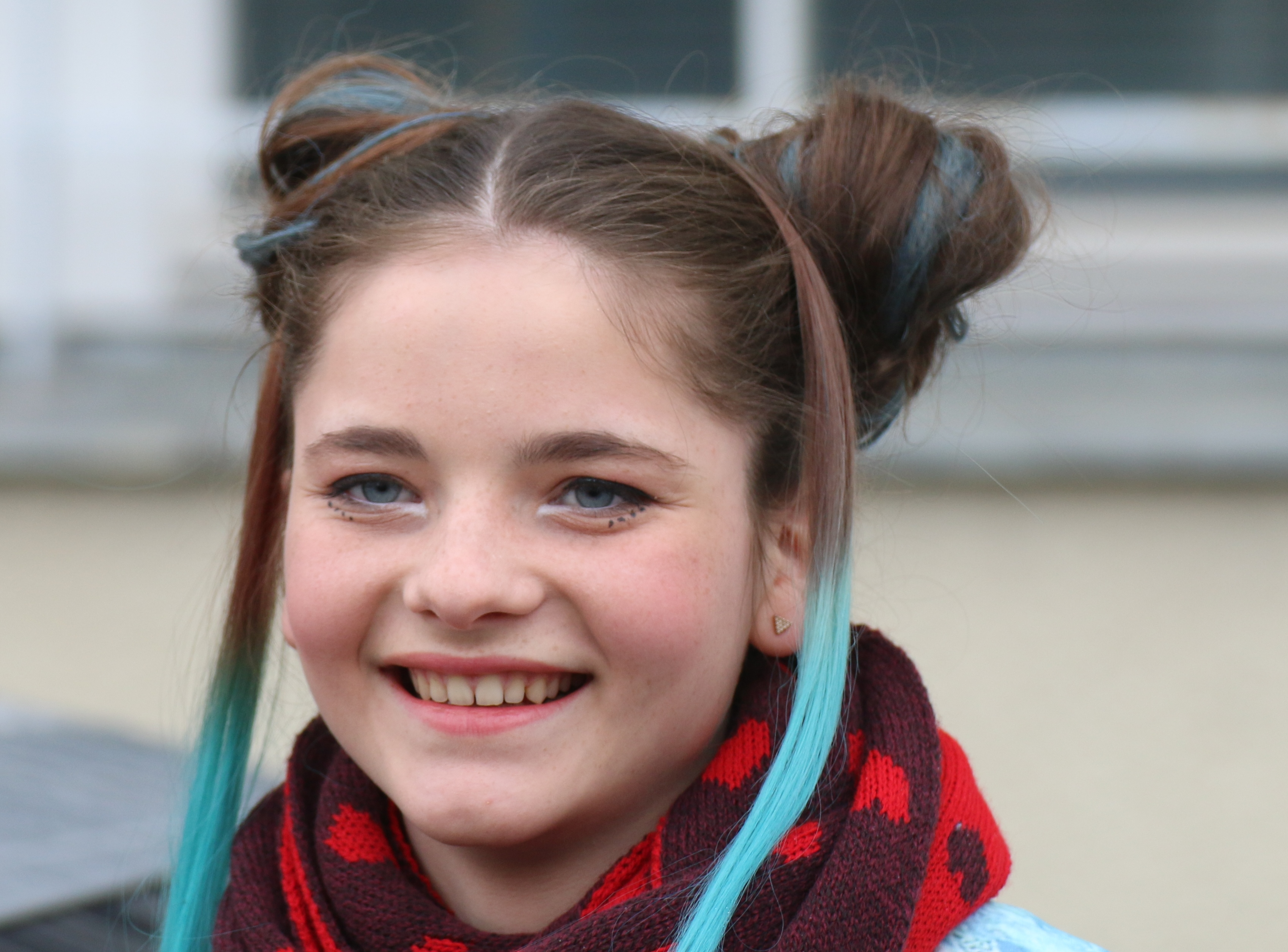
Emilie Neumeister spielt Jill, eine wichtige Bezugsperson des Protagonisten Roger (Foto von 2016)

Anderst schön ist ein deutscher Fernsehfilm aus dem Jahr 2015. Die Hauptrollen spielen Charly Hübner und Christina Große.

## Handlung
Roger arbeitet als mäßig begabter Hausmeister in einem vom Abriss bedrohten Schweriner Plattenbau, der ein Potpourri an skurrilen Bewohnern bietet. Dort wohnt er bei seiner alkoholkranken und missmutigen Mutter und kümmert sich gewissenhaft um die Wünsche und Probleme der Mieter, die bei aller Unterschiedlichkeit eine vertraute Hausgemeinschaft bilden.
Roger leidet unter der engen Beziehung zu seiner Mutter und hätte gern eine Freundin, weiß jedoch nicht, wie er das anfangen soll. Als die alleinerziehende Ellen mit ihrer 14-jährigen Tochter Jill einzieht, spürt er eine gewisse Sympathie für Ellen; diese muss sich jedoch vorrangig um die Kiezkneipe kümmern, die sie übernommen hat, und beachtet seine unbeholfenen Freundlichkeiten zunächst nicht.
Zu Jill, die ihren Vater sehr vermisst, entwickelt Roger schon bald einen guten Draht. Sie rät ihm, es mit einer Kontaktanzeige zu versuchen. Roger meldet sich bei einem Kontaktdienst per SMS-Chat, wo sich eine überraschend persönliche und zunehmend intensive Beziehung zu einer „Svenja“ entwickelt. Dass seine SMS über den Dienst kostenpflichtig sind, ist ihm nicht bewusst. Hinter „Svenja“ steckt Ellen, die auf diese Weise ihrer Einsamkeit entflieht und sich etwas dazuverdient, da sie als Frau im Chat einen Gewinnanteil erhält. Beide ahnen nichts voneinander, bis Rogers Mutter eine unbezahlbar hohe Telefonrechnung für Rogers SMS bekommt und dies in einer TV-Show anprangert. Ellen sieht diese Show und beichtet Roger, dass sie „Svenja“ sei, ihn aber aufrichtig lieb gewonnen habe. Trotzdem zieht sich Roger tief verletzt auf das Dach des Hauses zurück und ist für niemanden mehr zu sprechen, bis seine Mutter einen Unfall erleidet. An ihrem Krankenbett versöhnen sich Roger und Ellen. Am Schluss verbringen die beiden mit Jill einen gemeinsamen Urlaub mit ungewisser Zukunft – ihr Haus wurde mittlerweile abgerissen. Sie sind aber froh darüber, einander zu haben.

## Produktion
Gedreht wurde der Film vom 22. September 2014 bis zum 22. Oktober 2014 in Schwerin und Hamburg. Im Fernsehen wurde der Film zuerst am 12. Juni 2015 im Ersten ausgestrahlt.

## Rezeption

### Kritiken
Das Lexikon des internationalen Films bezeichnet den Film als eine: „[s]kurrile (Fernseh-)Komödie, die Witz und Charme vor allem ihrem gut aufgelegten Hauptdarsteller verdankt.“
Rainer Tittelbach lobt in seiner Filmbesprechung auf tittelbach.tv die große Sympathie für kleine Leute. Regisseur Bartosz Werner beweise hier erneut „sein großes Talent (und seine große Sympathie) für humorvolle, lakonisch erzählte Alltagsgeschichten von Menschen, die nicht auf der Sonnenseite des Lebens geboren wurden.“ Der Film „ist anders, erfüllt nicht blindlings Konventionen und Zuschauerbedürfnisse, sondern folgt den Bedingungen seiner Geschichte.“ Insbesondere die Besetzung hebt Rainer Tittelbach hervor, denn „Für diese Geschichten […], in dem die Lebensfreude letztlich das Dramatische besiegt, bedarf es Schauspielern, die Tragik und Komik gleichermaßen glaubwürdig zum Ausdruck bringen. DDR-Star Renate Krößner als Königin des schlechten Benehmens, der Schweriner Original-Plattenbau und die überaus sorgfältige Ausstattung legen ein glaubwürdiges Fundament, das Steffi Kühnert („Halbe Treppe“), Hermann Beyer als Parkinson-Witzbold und Barbara Philipp (die Assistentin im Tukur-„Tatort“) mit hübschen Sidekicks bereichern, und dem Charly Hübner und Christina Große die Krone aufsetzen“. Der Film erhält 5 von möglichen 6 Sternen.
Eine „Ostalgie-Kitschkomödie“ ist der Film für den FAZ-Online-Rezensenten Oliver Jungen, der die Vielseitigkeit und das Können Charly Hübners als Hausmeister Roger würdigt: „Er kann alles. Und doch ist geradezu erschreckend, wie verdammt gut ihm die Rolle des liebenswerten Simpels steht, des ganz kleinen Mannes mit ganz großer Seele.“
In der Stuttgarter Zeitung befindet Thomas Klingenmaier 2020, der Liebesfilm wirke gar nicht unangenehm wie die Lite-Version eines Doris-Dörrie-Films. Nach einer Tour durch die Dritten Programme sei er wieder in der ARD-Mediathek abzurufen: „Wer einen aufheiternden, aber unklamaukigen Filmabend möchte, ist hier richtig.“

### Einschaltquoten
Die Erstausstrahlung am 12. Juni 2015 sahen 3,20 Millionen Zuschauer. Dies bedeutete einen Marktanteil von 13,5 %. Die Wiederholung am 8. September 2017 sahen 2,34 Millionen Zuschauer (Marktanteil 8,2 %).

## Trivia
„Anderst“ statt des Adverbs anders wird vor allem in Ostdeutschland, aber auch in Bayern und in Baden-Württemberg mundartlich benutzt. In der Standardsprache kommt es nicht vor; der Duden führt es nicht.